# Église Saint-Pierre de Neuillé-le-Lierre
Pour les articles homonymes, voir Église Saint-Pierre.
L'église Saint-Pierre de Neuillé-le-Lierre est une église catholique située à Neuillé-le-Lierre, en France.

## Histoire

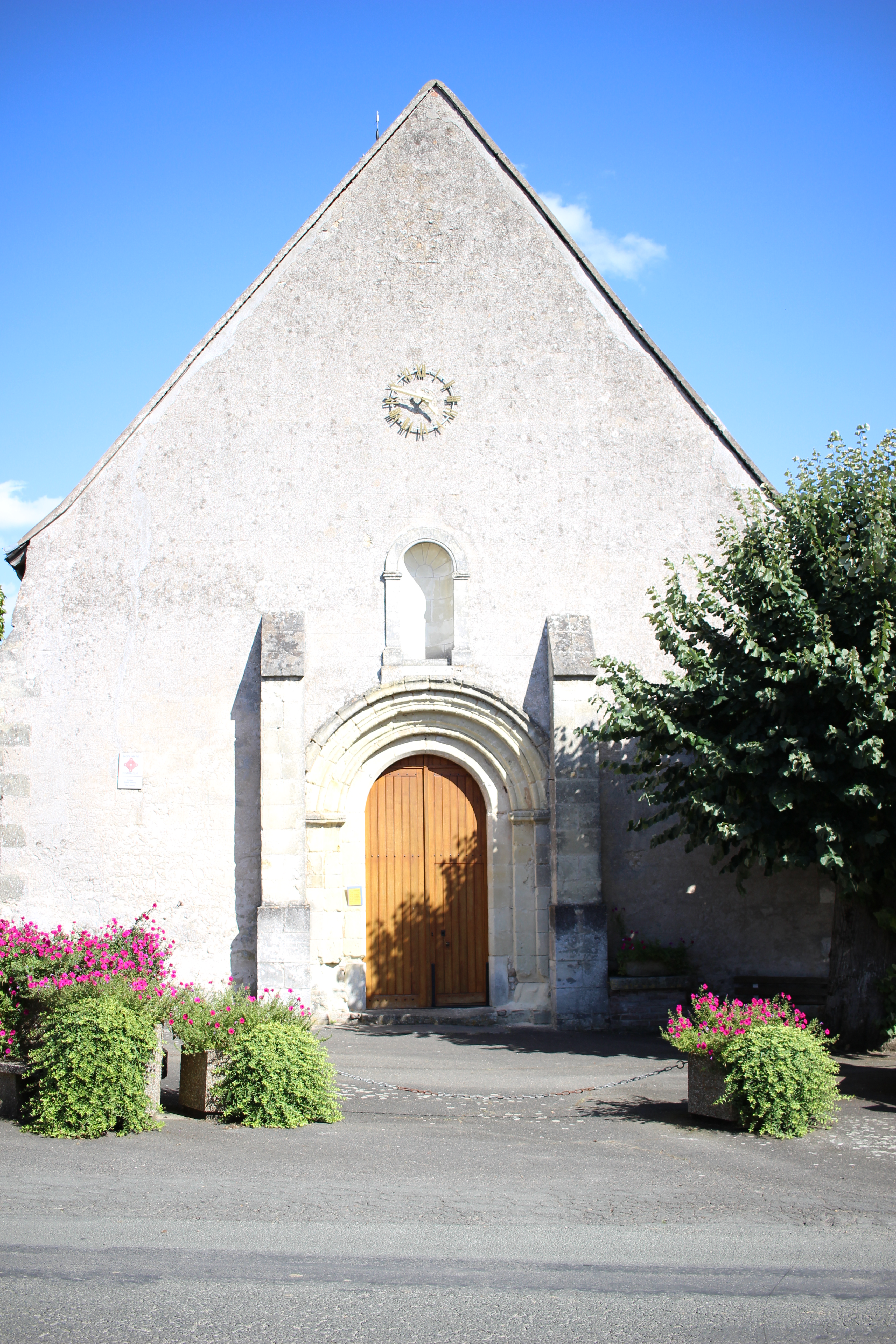
Neuillé-le-Lierre - Façade de l'église.

La nef date du XIe siècle tandis que le chœur et l'abside furent édifiés au siècle suivant. La façade fut en revanche construite au XIXe siècle.
L'église, à l'exception de la façade et des voûtes de la nef, est inscrite au titre des monuments historiques par arrêté du 21 avril 1948.

## Description
Cette église se compose d'une nef unique, allongée, d'un choeur rectangulaire et d'une abside semi-circulaire. Le clocher est surmonté d'un dôme.